# HD 125595 b
HD 125595 b 또는 HIP 70170 b는 지구로부터 센타우루스자리 방향으로 약 89광년 떨어진 곳에 있는 K형 주계열성 HD 125595 주위를 돌고 있는 외계 행성이다. 이 행성의 최소 질량은 지구의 14배 정도이며 어머니 별을 한 바퀴 도는 데 9일 16시간이 걸린다. 항성으로부터는 약 0.078 천문 단위 떨어져 있다. HD 125595 b는 이전에 발견된 많은 외계 행성들과 마찬가지로 궤도 경사각이 밝혀지지 않았다. 그러나 대다수 외계 행성들은 궤도 이심률이 밝혀져 있음에 비해 b는 이 값조차도 정확히 나와 있지 않은 상태이다. 2009년 10월 19일 Segransan 연구진이 시선속도법을 이용, 칠레 소재 라 실라 천문대에서 이 행성을 발견했다. 발견에는 HARPS가 이용되었는데, 같은 날 HARPS를 써서 총 30여개나 되는 외계 행성들을 찾아냈고 HD 125595 b는 그중 하나이다.
천문학자 Wladimir Lyra는 2009년 이 행성의 이름을 킬라루스로 정하자고 제안했다.